# 長崎電気軌道1号系統
1号系統（1ごうけいとう）は、長崎電気軌道が運行する路面電車の運転系統の一つである。長崎市の赤迫を起点とし、平和公園、長崎駅前、大波止、出島、新地中華街、西浜町を経て、崇福寺へ至る。方向幕は青色（■）。
赤迫支線（赤迫 - 住吉）と本線（住吉 - 崇福寺）に本系統が運行される。長崎電気軌道の主要系統で利用客が最も多い。
なお長崎駅方面と大浦方面、および大浦方面と思案橋方面を直通する系統がないため、新地中華街電停で本系統から5号系統に乗り継ぎが出来る。この際、運転士に申し出ることで乗り継ぎ券が発行される。ただし、新地中華街電停以外から乗車、買い物などを済ませた場合、同一系統の乗り継ぎなどの場合は無効である。長崎スマートカード（2020年6月30日利用停止)・nagasaki nimoca(2020年3月22日利用開始) で30分以内に乗り継ぐと、2度目の運賃が無料になる。
2013年4月1日に実施されたダイヤ改正に伴い、運転時分と運転間隔の見直しが行われた。

## 系統概要
- 全長：7.3 km
- 所要時間：下り（崇福寺方面）約35分、上り（赤迫方面）約37分
- 運行間隔：約5.5分間隔

## 停留場一覧
- 全区間長崎県長崎市内に所在。

| 路線     | 停留場 番号                       | 停留場名                              | 読み     | 停留所 間距離 (km) | 赤迫 からの 距離 (km)                                                              | 周辺施設・備考 | 軌道     |
| -------- | --------------------------------- | ------------------------------------- | -------- | ------------------ | ---------------------------------------------------------------------------------- | -------------- | -------- |
| 赤迫支線 | 11                                | 赤迫                                  | あかさこ | -                  | 0.0                                                                                |                | 併用軌道 |
| 赤迫支線 | 12                                | 住吉                                  | すみよし | 0.3                | 0.3                                                                                | JR西浦上駅     | 併用軌道 |
| 本線     | 12                                | 住吉                                  | すみよし | 0.3                | 0.3                                                                                | JR西浦上駅     | 併用軌道 |
| 13A      | 昭和町通                          | しょうわまちどおり                    | 0.2      | 0.5                | 赤迫ゆきのみ停車。                                                                 |                | 併用軌道 |
| 13       | 千歳町                            | ちとせまち                            | 0.1      | 0.6                | チトセピア                                                                         |                | 併用軌道 |
| 14       | 若葉町                            | わかばまち                            | 0.2      | 0.8                |                                                                                    |                | 併用軌道 |
| 15       | 長崎大学                          | ながさきだいがく                      | 0.3      | 1.1                | 長崎大学・純心女子高等学校                                                         |                | 併用軌道 |
| 16       | 岩屋橋                            | いわやばし                            | 0.3      | 1.4                | 北消防署・浦上警察署                                                               |                | 併用軌道 |
| 17       | 浦上車庫                          | うらかみしゃこ                        | 0.3      | 1.7                |                                                                                    | 専用軌道       |          |
| 18       | 大橋                              | おおはし                              | 0.2      | 1.9                | 長崎県営野球場・長崎県立総合体育館・長崎市科学館・中国領事館・長崎南山高等学校     | 専用軌道       |          |
| 19       | 平和公園                          | へいわこうえん                        | 0.5      | 2.4                | 平和公園・浦上天主堂・長崎市営ラグビー・サッカー場                                 | 専用軌道       |          |
| 20       | 原爆資料館                        | げんばくしりょうかん                  | 0.4      | 2.8                | 長崎西洋館・長崎原爆資料館                                                         | 専用軌道       |          |
| 21       | 大学病院                          | だいがくびょういん                    | 0.2      | 3.0                | 長崎大学坂本キャンパス（長崎大学病院等）・長崎北郵便局・活水高等学校               | 併用軌道       |          |
| 22       | 浦上駅前                          | うらかみえきまえ                      | 0.4      | 3.4                | JR浦上駅・長崎県立長崎西高等学校                                                   | 併用軌道       |          |
| 23       | 茂里町                            | もりまち                              | 0.2      | 3.6                | 長崎ブリックホール・みらい長崎ココウォーク・長崎原爆病院                           | 併用軌道       |          |
| 24       | スタジアムシティノース （銭座町） | すたじあむしてぃのーす （ぜんざまち） | 0.3      | 3.9                | 長崎スタジアムシティ                                                               | 併用軌道       |          |
| 25       | スタジアムシティサウス （宝町）   | すたじあむしてぃさうす （たからまち） | 0.5      | 4.4                | 長崎スタジアムシティ                                                               | 併用軌道       |          |
| 26       | 八千代町                          | やちよまち                            | 0.3      | 4.7                |                                                                                    | 併用軌道       |          |
| 27       | 長崎駅前                          | ながさきえきまえ                      | 0.4      | 5.1                | JR長崎駅・アミュプラザ長崎・長崎交通産業会館・日本二十六聖人記念館・長崎中央郵便局 | 併用軌道       |          |
| 28       | 五島町                            | ごとうまち                            | 0.4      | 5.5                | 長崎県庁                                                                           | 併用軌道       |          |
| 29       | 大波止                            | おおはと                              | 0.3      | 5.8                | 夢彩都・長崎港ターミナル                                                           | 併用軌道       |          |
| 30       | 出島                              | でじま                                | 0.3      | 6.1                | 出島・長崎県美術館・長崎水辺の森公園                                               | 併用軌道       |          |
| 31A 31B  | 新地中華街                        | しんちちゅうかがい                    | 0.4      | 6.5                | 長崎新地ターミナル（イオン長崎店）・長崎新地中華街                                 | 併用軌道       |          |
| 32       | 西浜町                            | にしはまのまち                        | 0.1      | 6.6                | 浜町アーケード                                                                     | 併用軌道       |          |
| 33       | 観光通                            | かんこうどおり                        | 0.2      | 6.8                | 浜屋・ハマクロス411                                                                | 併用軌道       |          |
| 34       | 思案橋                            | しあんばし                            | 0.2      | 7.0                | 思案橋                                                                             | 併用軌道       |          |
| 35       | 崇福寺                            | そうふくじ                            | 0.3      | 7.3                | 崇福寺・長崎女子高等学校・長崎玉成高等学校                                         | 併用軌道       |          |